# Метод молекулярних орбіталей
Мéтод молекулярних орбітáлей (англ. MO method, рос. метод МО) — метод наближеного розв'язання електронного рівняння Шредингера для багатоелектронних молекулярних систем. Ґрунтується на побудові повної хвильової функції у вигляді антисиметризованого добутку молекулярних орбіталей, який зручно записувати як детермінант. Молекулярні орбіталі, у свою чергу, зазвичай представляють як лінійні комбінації атомних орбіталей (наближення МО ЛКАО).

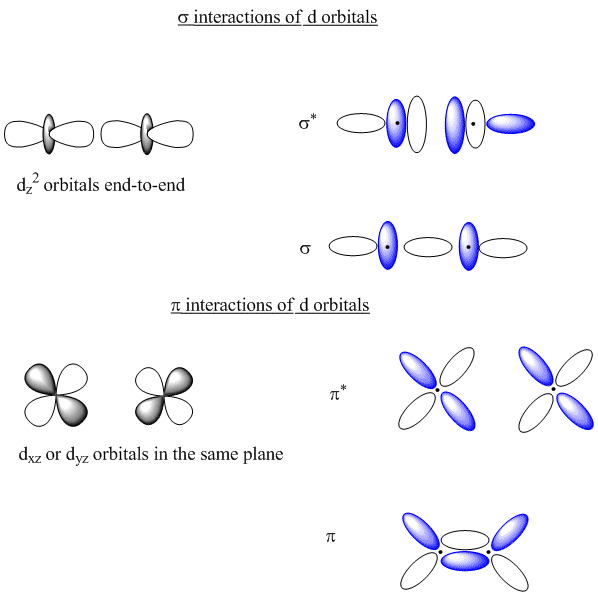
Геометрія дескрипції д-орбіталей

Розрахунковий квантово-хімічний метод, у якому використано одноелектронне наближення і кожному з електронів у молекулі приписано окремі хвильові функції — молекулярні орбіталі, з яких будується загальна хвильова функція всіх електронів молекули. Лежить в основі як напівемпіричних методів розрахунку, так і методу ab initio. Для побудови молекулярних орбіталей використовують одноелектронні атомні орбіталі.

## Короткі історичні відомості
Підґрунтя методу заклали Гунд (ідею про середнє поле тут висловлено дещо раніше за Гартрі), Маллікен і Леннард-Джонс (аналіз електронних конфігурацій атомів та двоатомних молекул, зокрема, пояснення парамагнетизму кисню). Від двоатомних молекул Маллікен перейшов до багатоатомних, визначивши роль симетрії молекули та її вимоги до молекулярних орбіталей. Гюккель у 1930—1932 роках оприлюднив цикл статей про подвійний зв'язок та молекулу бензену; виявилось, що метод молекулярних орбіталей теж, як і метод валентних зв'язків, дозволяє пояснити електронне спряження. Пізніше Ґепперт-Маєр та Скляр (Alfred Lee Sklar) застосували метод молекулярних орбіталей до обчислення енергій збудження молекули бензену; моделювання УФ спектрів і донині залишається актуальною задачею квантової хімії.
Практично сучасної математичної форми (матричне формулювання в наближенні МО ЛКАО) методу надав Рутан. Цю форму використовують у більшості квантовохімічних застосувань[джерело?].

## Математичні основи
Молекулярну спін-орбіталь представляють у вигляді добутку просторової частини φ (молекулярної орбіталі) та спінової частини σ (яка в цьому випадку відповідає орієнтації спіну «вгору» α чи «вниз» β):
{\displaystyle \psi ({\overrightarrow {r_{1}}},s_{1})=\phi ({\overrightarrow {r_{1}}})\cdot \sigma (s_{1})}
Тут набір 4-х змінних {\displaystyle \{{\overrightarrow {r_{1}}},s_{1}\}} є координатами електрона під номером 1. Повна хвильова функція Ψ будується як антисиметризований добуток тих спін-орбіталей, які заповнені електронами. Його зазвичай записують як детермінант Слейтера. Приміром, так її записують для чотириелектронної системи із замкненою електронною оболонкою, як в атомі берилію (для скорочення запису замість {\displaystyle {\overrightarrow {r_{1}}}} та {\displaystyle s_{1}} позначено лише їхні номери):
{\displaystyle \Psi ={\frac {1}{2{\sqrt {6}}}}{\begin{vmatrix}\phi _{1}(1)\alpha (1)&\phi _{1}(2)\alpha (2)&\phi _{1}(3)\alpha (3)&\phi _{1}(4)\alpha (4)\\\phi _{1}(1)\beta (1)&\phi _{1}(2)\beta (2)&\phi _{1}(3)\beta (3)&\phi _{1}(4)\beta (4)\\\phi _{2}(1)\alpha (1)&\phi _{2}(2)\alpha (2)&\phi _{2}(3)\alpha (3)&\phi _{2}(4)\alpha (4)\\\phi _{2}(1)\beta (1)&\phi _{2}(2)\beta (2)&\phi _{2}(3)\beta (3)&\phi _{2}(4)\beta (4)\end{vmatrix}}}
Нормувальний множник перед детермінантом такий, що його квадрат дорівнює числу доданків у розкритому детермінанті. Конструкція такого детермінанта також визначає загальний спін системи електронів. Наведений приклад відповідає двом молекулярним орбіталям φ1 та φ2, кожна з яких заповнена двома електронами, тобто загальний спін системи нульовий.
Далі, в наближенні МО ЛКАО, молекулярну орбіталь представляють як лінійну комбінацію атомних орбіталей:
{\displaystyle \phi _{i}({\overrightarrow {r}})=\sum _{j}C_{ij}\chi _{j}({\overrightarrow {r}})}
Тут χj — атомна орбіталь, а Cij — числові коефіцієнти (в загальному випадку комплексні). Відповідним добором цих коефіцієнтів забезпечуються нормування та ортогональність молекулярних орбіталей; ці корисні властивості виражаються формулою
{\displaystyle \int \phi _{i}^{*}({\overrightarrow {r}})\phi _{j}({\overrightarrow {r}})\,d{\overrightarrow {r}}={\begin{cases}0,&{\mbox{if }}i\neq j\\1,&{\mbox{if }}i=j\end{cases}}}
Електронні формули атомів є фактично переліком заповнених атомних орбіталей і безпосередньо відповідають слейтерівським детермінантам (Cij тут буде одиничною матрицею).
Коефіцієнти Cij визначають за допомогою варіаційного принципу із умови мінімуму повної енергії. Для спрощення використовують наближення середнього поля, в якому кожен із електронів рухається в електростатичному полі, створеному ядрами та іншими електронами при усередненні їхніх позицій. Багатоелектронне рівняння розпадається в такому наближенні в набір одноелектронних із ефективним оператором енергії (оператором Фока, або фокіаном), і математично задача зводиться до знаходження власних векторів та власних значень цього оператора. Ці вектори і є (канонічними) молекулярними орбіталями, а відповідні їм власні значення — їхніми енергіями. Теорема Купманса стверджує, що в певному наближенні ці орбітальні енергії дають оцінку для потенціалів іонізації молекули.
Молекулярних орбіталей обчислюють більше, ніж необхідно для побудови слейтерівського детермінанта. Найнижчі за орбітальними енергіями, які входять до детермінанта, називають заповненими (одноразово чи дворазово, залежно від того, один раз чи двічі вони входять до детермінанта), всі інші називають віртуальними.

## Кореляційні діаграми й орбітальна симетрія
Гунд, Маллікен вивчали двоатомні молекули при зміні відстані між ядрами в діапазоні від нескінченної (ізольовані атоми) до нульової (так званий об'єднаний атом). Для двох чи навіть трьох точок цього діапазону (ізольовані атоми, двоатомна молекула з рівноважною довжиною зв'язку, об'єднаний атом) були відомі електронні спектри, що дозволило виконати аналіз та узагальнення. Кореляційні діаграми показують, як змінюється енергія орбіталі при зміні міжатомної відстані, які орбіталі переходять одна в одну. У сукупності із правилом збереження орбітальної симетрії (збереження симетрії молекули при її деформації веде до збереження типів симетрії молекулярних орбіталей) та правилом неперетинання (криві орбітальних енергій для орбіталей однакової симетрії на кореляційних діаграмах не перетинаються) такий підхід дозволив пояснити певні закономірності органічних реакцій.
Саме орбітальна симетрія та принцип її збереження дозволяє класифікувати ковалентні зв'язки на σ-тип та π-тип. Останній відіграє велику роль у поясненні реакційної здатності органічних сполук (див. концепції спряження, ароматичності тощо). Також на теорії симетрії (теорії груп) ґрунтуються такі моделі будови комплексних сполук, як теорія кристалічного поля та теорія поля лігандів.

## Локалізація молекулярних орбіталей
Канонічні молекулярні орбіталі делокалізовані по всій молекулі. Це діаметрально протилежно до локалізованого двоелектронного зв'язку, яким оперує метод валентних зв'язків. Процедура локалізації молекулярних орбіталей (існує багато її варіантів) не є частиною методу молекулярних орбіталей. Вона спирається на таку властивість детермінанта, як сталість його значення при утворенні будь-яких лінійних комбінацій його рядків. Локалізовані орбіталі доволі точно відтворюють ковалентні зв'язки та неподілені електронні пари, але вони, на відміну від канонічних, не характеризуються орбітальною енергією.

## Граничні молекулярні орбіталі
Ідея про те, що за хімічної взаємодії вирішальну роль відіграє взаємодія вищої зайнятої молекулярної орбіталі одної молекули (нуклеофіла) із нижчою вільною іншої молекули (електрофіла), привела до створення нових способів оцінки реакційної здатності, серед яких теорія граничних орбіталей Фукуї та теорія збурень молекулярних орбіталей Дьюара.

## Шляхи уточнення методу
У деяких системах, внаслідок виродження орбіталей, не вдається однозначно вибрати орбіталі для слетерівського детермінанта. Так, в атомі бору атомні орбіталі 2px, 2py, 2pz характеризуються однаковою енергією, а на них розташований лише один електрон, тож у детермінант можна включити лише одну з них. У таких випадках слід використовувати лінійні комбінації еквівалентних (за енергією) детермінантів (переходити до так званих багатодетермінантних методів). Це враховує статичну електронну кореляцію[джерело?].
У загальному випадку відсутнього виродження побудова лінійних комбінацій кількох детермінантів (яким цього разу відповідають різні значення енергії) додає гнучкості хвильовій функції, тобто покращує її. Це враховує динамічну електронну кореляцію[джерело?].

## Переваги й недоліки
Переваги:
- На основі методу молекулярних орбіталей створено багато інтерпретативних теорій, тобто таких, які екстрагують із повної хвильової функції хімічно значущу інформацію, безпосередньо пов'язану зі структурою молекул чи реакційною здатністю.
- Напівемпіричний метод Гюккеля, що використовує математичний апарат методу молекулярних орбіталей, є одним із небагатьох наближених методів, у межах якого можливі аналітичні розв'язки та доведення відносно широкого набору теорем.
- Пристосоване до комп'ютерів матричне формулювання зумовило широке використання методу молекулярних орбіталей у сучасних квантовохімічних програмах, де він відомий під назвою методу Гартрі — Фока (англ. HF) чи методу самоузгодженого поля (англ. SCF).

Найбільшим недоліком однодетермінантного варіанту методу молекулярних орбіталей є використання наближення середнього поля, тобто неврахування миттєвих позицій електронів. Це зумовлює набір систематичних похибок: завищення ступеня іонності зв'язку, завищення енергій електронного збудження тощо.